# Moschea di Yavuz Selim
La moschea di Yavuz Selim è una moschea imperiale ottomana situata a Istanbul, in Turchia, costruita su disposizione del sultano Solimano e dedicata al padre, il sultano Selim I. Sorge sul quinto colle di Istanbul e dalle sue terrazze si gode uno splendido panorama della città. È interessante, nelle pertinenze della moschea, la presenza di sarcofagi bizantini, finemente decorati.